# Riverina Highway
La Riverina Highway est un axe routier long de 230 km dans la région de la Riverina en Nouvelle-Galles du Sud, en Australie. Son nom officiel est B58.
La route démarre à 20 km à l'est d'Albury, sur le fleuve Murray qui forme la frontière avec l'État du Victoria et se dirige vers l'ouest jusqu'à Deniliquin.
Elle est d'abord parallèle au Murray jusqu'à Corowa, puis elle s'oriente vers le nord-ouest jusqu'à ce qu'elle croise la Newell Highway à Finley. À partir de là, elle longe le canal Mulwala jusqu'à ce qu'elle se termine à Deniliquin en rejoignant la Cobb Highway. 
Elle passe par Albury, Corrowa, Berrigan, Finley et Deniliquin.
Elle traverse une zone d'irrigation du Murray où les exploitations agricoles, les vergers et les vignobles prédominent. Elle relie la région aux grands marchés de Sydney et de Melbourne grâce à la Hume Highway qui passe à Albury. La route est également un itinéraire touristique populaire avec sa campagne pittoresque, ses lieux de pêche et ses sites historiques du début de la colonisation européenne. 
La route est goudronnée sur toute sa longueur mais est de mauvaise qualité. C'est une route souvent étroite, sans accotements stabilisés et au revêtement souvent dégradé. Le pont sur le Murray est en travaux et fermé la plupart du temps.

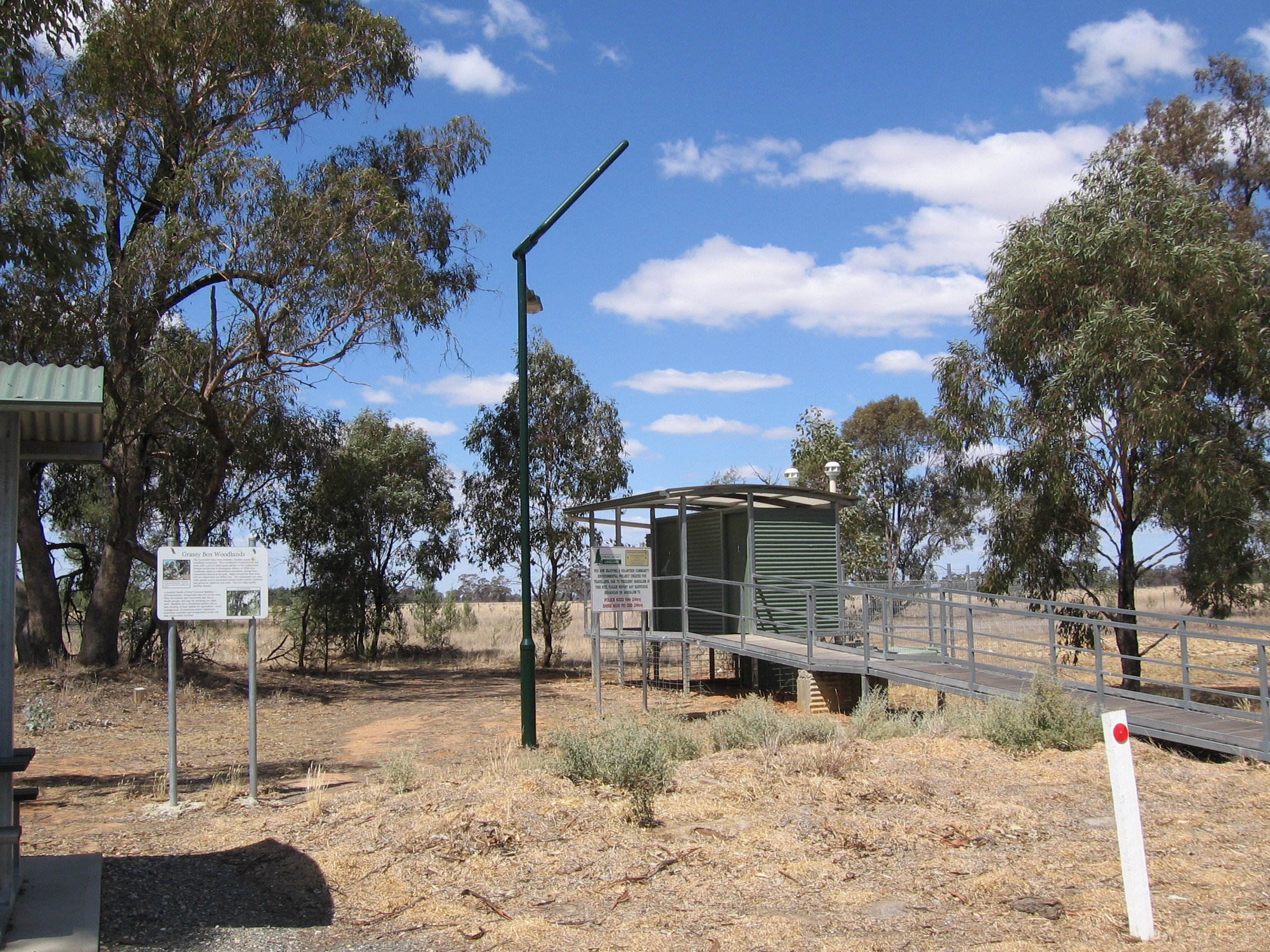
Une aire de repos sur la Riverina Highway à Lowesdale.

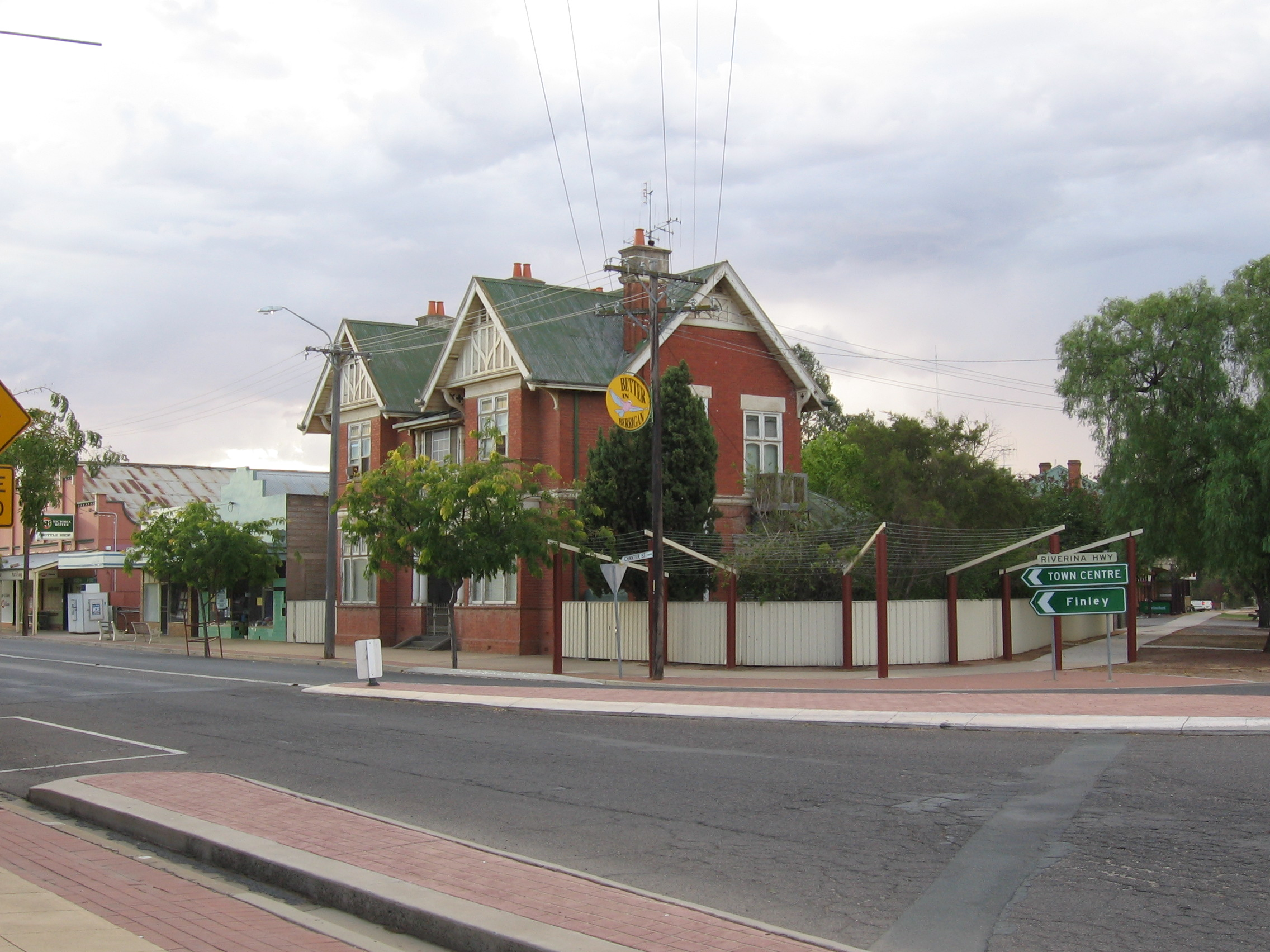
La Riverina Highway à Berrigan.